# 1 500 mètres féminin aux Jeux olympiques d'été de 2004 (athlétisme)
Navigation
Sydney 2000 Pékin 2008
L'épreuve du 1 500 mètres féminin aux Jeux olympiques de 2004 s'est déroulée du 24 au 28 août 2004 au Stade olympique d'Athènes, en Grèce. Elle est remportée par la Britannique Kelly Holmes.

## Résultats

### Finale
| Rang               | Athlète             | Pays            | Temps         | Note |
| ------------------ | ------------------- | --------------- | ------------- | ---- |
| Médaille d'or      | Kelly Holmes        | Grande-Bretagne | 3 min 57 s 90 | NR   |
| Médaille d'argent  | Tatyana Tomashova   | Russie          | 3 min 58 s 12 | PB   |
| Médaille de bronze | Maria Cioncan       | Roumanie        | 3 min 58 s 39 | PB   |
| 4                  | Natalya Yevdokimova | Russie          | 3 min 59 s 05 | PB   |
| 5                  | Daniela Yordanova   | Bulgarie        | 3 min 59 s 10 | PB   |
| 6                  | Lidia Chojecka      | Pologne         | 3 min 59 s 27 | SB   |
| 7                  | Anna Jakubczak      | Pologne         | 4 min 00 s 15 | PB   |
| 8                  | Elvan Abeylegesse   | Turquie         | 4 min 00 s 67 |      |
| 9                  | Carmen Douma-Hussar | Canada          | 4 min 02 s 31 | PB   |
| 10                 | Natalia Rodríguez   | Espagne         | 4 min 03 s 01 | SB   |
| 11                 | Olga Yegorova       | Russie          | 4 min 05 s 65 |      |
| 12                 | Hasna Benhassi      | Maroc           | 4 min 12 s 90 |      |

## Légende
Records et Performances
- AR : Record continental (area record)
- CR : Record des championnats (championship record)
- MR : Record du meeting (meet record)
- NR : Record national (national record)
- OR : Record olympique (olympic record)
- PR : Record paralympique (paralympic record)
- PB : Record personnel (personal best)
- SB : Meilleure performance personnelle de la saison (season's best)
- WL : Meilleure performance mondiale de l'année (world leader)
- WJR : Record du monde junior (world junior record)
- WR : Record du monde (world record)

Circonstances et Conditions
- DNF : N'a pas terminé (did not finish)
- DNS : N'a pas pris le départ (did not start)
- DQ : Disqualification (disqualification)
- NM : Aucun essai valable enregistré (No Mark)
- Q : Qualifié « directement » au prochain tour (ou à la prochaine compétition), lors d'une compétition majeure, grâce au classement ou à la réalisation des minima (automatic qualifier)
- q : Qualifié au prochain tour (ou à la prochaine compétition), lors d'une compétition majeure, grâce au repêchage ou à la réalisation de l'une des meilleures performances parmi celles des « non qualifiés directement » (grâce au meilleur temps ou à la meilleure distance par exemple) (secondary qualifier)